# Edna St. Vincent Millay
Edna St. Vincent Millay (født 22. februar 1892, død 19. oktober 1950) var en amerikansk digter og skuespilforfatter som benyttede pseudonymet Nancy Boyd for dele af sit forfatterskab.
Edna var den første kvinde som modtog Pulitzerprisen. Ligeledes var Edna kendt for sin ukonventionelle boheme-livsstil og sine mange kærlighedsaffærer med både mænd og kvinder. Metropolen New York dannede udgangspunkt for hendes digtervirksomhed, men hun måtte flytte for at kunne koncentrere sig om sit forfatterskab. Fra 1925 til 1950 boede, digtede og arbejdede Edna på gården Steepletop, navngivet efter den pinkfarvede blomst Steeplebush som voksede på de omkringliggende enge og marker.